# 29 juin en sport
29 mai 29 juillet
Chronologies thématiques
- Croisades
- Ferroviaires
- Disney

Le 29 juin (180e jour de l'année ou 181e en cas d'année bissextile) en sport.

## Événements

### XXesièclede1901à1950
- 1940 :
  - (Athlétisme) : Cornelius Warmerdam porte le record du monde du saut à la perche à 4,60 mètres.
- 1947 :
  - (Sport automobile) : Grand Prix automobile de Belgique.
- 1950
  - (Football) : l'équipe d'Angleterre est battue lors du premier tour de la Coupe du monde par les États-Unis.
  - (Cricket) : l'équipe d'Angleterre s'incline pour la première fois face au West Indies.

### XXesièclede1951à2000
- 1956 :
  - (Athlétisme) : Charles Dumas établit un nouveau record du monde du saut en hauteur à 2,15 mètres.
- 1958 :
  - (Football) : Finale de la Coupe du monde à Stockholm.
- 1982 :
  - (Rallye automobile) : arrivée du Rallye de Nouvelle-Zélande.
- 1996 :
  - (Athlétisme) : Emma George porte le record du monde du saut à la perche féminin à 4,42 mètres.
- 1997 :
  - (Formule 1) : Grand Prix automobile de France.

### XXIesiècle
- 2001 :
  - (Natation) : Roman Sludnov bat le record du monde du 100 m brasse en 59 s 97 à Moscou et est le 1er nageur à passer sous la barre mythique de la minute dans cette discipline.
- 2003 :
  - (Football) : la France remporte la Coupe des confédérations 2003 lors de la finale grâce à un but en or de Thierry Henry à la 97e minute.
  - (Formule 1) : Grand Prix automobile d'Europe.
- 2008 :
  - (Football) : l'Espagne remporte le championnat d'Europe en battant l'Allemagne en finale 1-0.
- 2013 :
  - (Cyclisme) : départ du Tour de France, l'allemand Marcel Kittel remporte la 1re étape Porto-Vecchio – Bastia.
- 2014 :
  - (Cyclisme) : Arnaud Démare de l'équipe FDJ.fr est devenu champion de France au Futuroscope en s'imposant au sprint devant son coéquipier Nacer Bouhanni. Kévin Réza membre de l'équipe Europcar est troisième.
  - (Football) : les Pays-Bas batte le Mexique sur le score de deux buts à un, but de Sneijder et Huntelaar contre une réalisation de Giovani dos Santos, et se qualifie pour les quarts de finale de la Coupe du monde. Lors de la seconde rencontre le Costa Rica bat la Grèce lors de la séance de tirs au but (5-3). C'est la première fois que le Costa Rica atteint les quarts de finale de la compétition.

- 2015 :

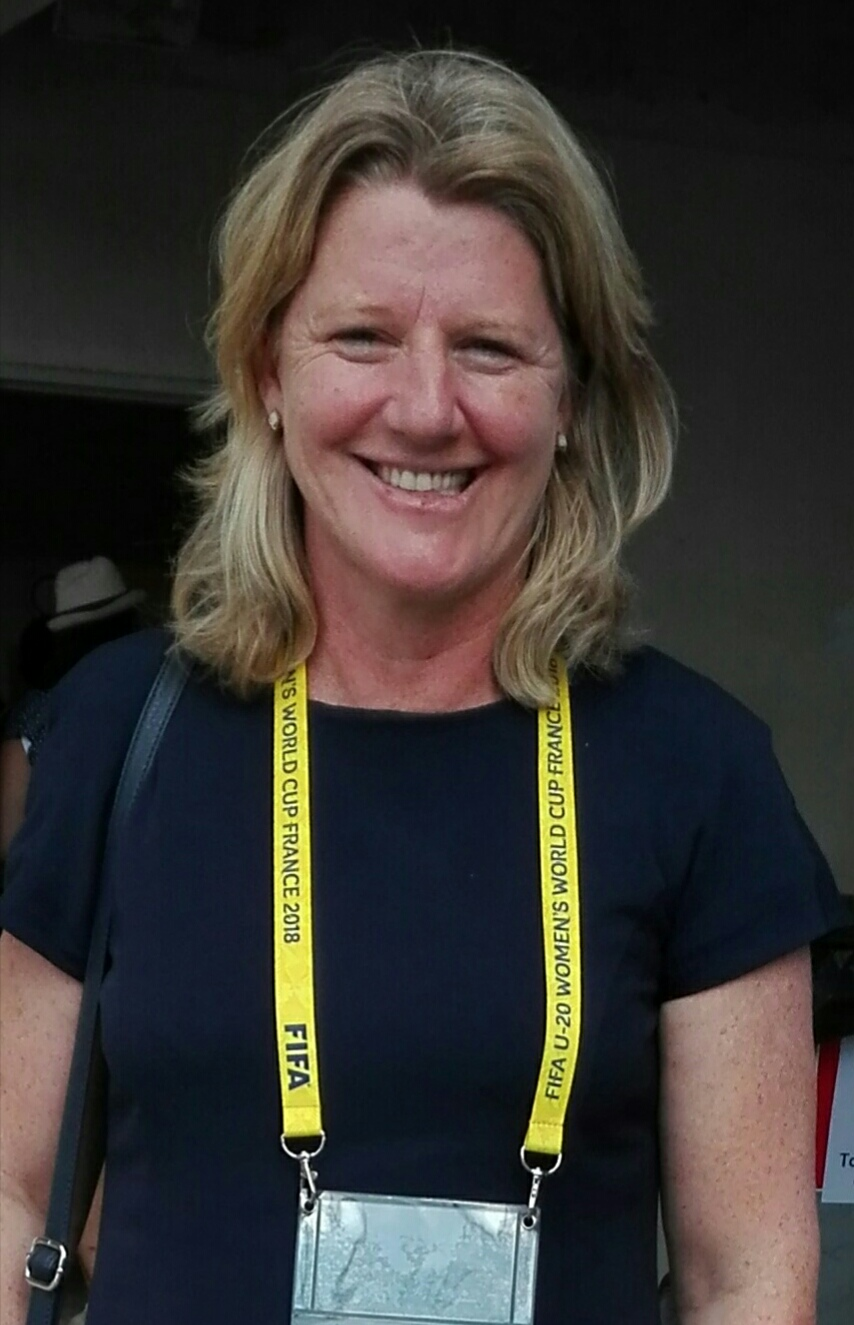
Brigitte Henriques, présidente du CNOSF.

  - (Tennis /Tournoi du Grand Chelem) : début du Tournoi de Wimbledon.
- 2021 :
  - (Cyclisme sur route /Tour de France) : sur la 4e étape du Tour de France qui se déroule entre Redon et Fougères, sur une distance de 150,4 km, victoire au sprint du Britannique Mark Cavendish. Le Néerlandais Mathieu van der Poel conserve maillot jaune.
  - (Olympisme /CNOSF) : l'ancienne footballeuse Brigitte Henriques devient la première femme élue présidente du CNOSF[1].
- 2024 :
  - (Cyclisme sur route /Tour de France) : début de la 111e édition du Tour de France qui se termine le 21 juillet 2024. Sur la 1re étape qui e déroule en Italie entre Florence (Toscane) et Rimini (Émilie-Romagne), sur une distance de 206 kilomètres[2], victoire du Français Romain Bardet et s’offre un premier maillot jaune.
  - (Rugby à XV /Mondial junior) : début de la 14e édition du championnat du monde junior de rugby à XV qui a lieu en Afrique du Sud, pour la seconde année de suite, à partir jusqu'au 19 juillet 2024.

## Naissances

### XIXesiècle
- 1868 :
  - Julius Beresford, rameur britannique. Médaillé d'argent du quatre en pointe avec barreur aux Jeux de Stockholm 1912. († 29 septembre 1959).
- 1881 :
  - Louis Trousselier, cycliste sur route français. Vainqueur du Tour de France 1905, de Paris-Roubaix 1905 et de Bordeaux-Paris 1908. († 24 avril 1939).
- 1882 :
  - Henry Hawtrey, athlète de fond britannique. († 16 novembre 1961).

### XXesièclede1901à1950
- 1905 :
  - Pietro Fossati, cycliste sur route italien. Vainqueur du Tour de Lombardie 1929. († 13 mars 1945).
- 1908 :
  - Erik Lundqvist, athlète de lancers suédois. Champion olympique du javelot aux Jeux d'Amsterdam 1928. Détenteur du record du monde du lancer de javelot du 15 août 1928 au 8 août 1930. († 7 janvier 1963).
- 1913 :
  - Earle Meadows, athlète de saut à la perche américain. Champion olympique aux Jeux de Berlin 1936. Détenteur du record du monde du saut à la perche du 29 mai 1937 au 29 juin 1940. († 11 novembre 1992).
  - Hans Knecht, cycliste sur route suisse. Champion du monde de cyclisme sur route amateur 1938 puis champion du monde de cyclisme sur route 1946. († 8 mars 1986).
- 1920 :
  - César Rodríguez Álvarez, footballeur puis entraîneur espagnol. (12 sélections en équipe nationale). († 1er mars 1995).
- 1921 :
  - Harry Schell, pilote de F1 américain. († 13 mai 1960).
- 1926 :
  - Pierre Barbotin, cycliste sur route français. († 19 février 2009).
- 1927 :
  - René Trautmann, pilote de courses  de rallyes automobile français. († 23 novembre 1997).
- 1936 :
  - Harmon Killebrew, joueur de baseball américain. († 17 mai 2011).
- 1939 :
  - Amarildo, footballeur brésilien. Champion du monde de football 1962. (24 sélections en équipe nationale).
- 1940 :
  - John Dawes, joueur de rugby à XV puis entraîneur gallois. Vainqueur des tournois des Cinq Nations 1964, 1969, 1970 et du Grand Chelem 1971. (22 sélections en équipe nationale). Sélectionneur de l'équipe du Pays de Galles de 1974 à 1979.
  - Jürgen Neuhaus, pilote de courses automobile allemand. († 17 février 2022).
- 1941 :
  - John Boccabella, joueur de baseball américain.
  - Margitta Gummel, athlète de lancers est-allemande puis allemande. Championne olympique du poids aux Jeux de Mexico 1968 puis médaillée d'argent du poids aux Jeux de Munich 1972. Détentrice du record du mode du lancer du poids de 22 septembre 1968 au 30 mai 1969 et du 11 septembre 1969 au 16 septembre 1969.
- 1943 :
  - Louis Nicollin, homme d'affaires et dirigeant de football français. Président du MHSC de 1974 à 2017. († 17 juin 2017).
- 1949 :
  - Valerie Ziegenfuss, joueuse de tennis américaine.

### XXesièclede1951à2000
- 1956 :
  - Pedro Guerrero, joueur de baseball dominicain.
- 1957 :
  - Patrick Bornhauser, pilote de courses automobile français.
- 1958 :
  - Rosa Mota, athlète de fond portugaise. Médaillée de bronze du marathon aux Jeux de Los Angeles 1984 puis championne olympique du marathon aux Jeux de Séoul 1988. Championne du monde d'athlétisme du marathon 1987. Championne d'Europe d'athlétisme du marathon 1982, 1986 et 1990. Victorieuse des Marathon de Chicago 1983 et 1984, du Marathon de Tokyo 1986, des Marathon de Boston 1987, 1988 et 1990 puis du Marathon de Londres 1991.
- 1967 :
  - Jeff Burton, pilote de courses automobile de NASCAR américain.
  - Carl Hester, cavalier de dressage britannique. Champion olympique de dressage par équipes aux Jeux de Londres 2012. Champion d'Europe de dressage par équipes 2011.
- 1968 :
  - Theoren Fleury, hockeyeur sur glace canadien. Champion olympique aux Jeux de Salt Lake City 2002.
  - Keith Hughes, basketteur américain. († 8 février 2014).
- 1970 :
  - Melanie Paschke, athlète de sprint est-allemande puis allemande. Championne du monde d'athlétisme du relais 4 × 100 m 2001. Championne d'Europe d'athlétisme du relais 4 × 100 m 1994.
- 1971 :
  - Anthony Hamilton, joueur de snooker anglais.
- 1972 :
  - Fabrice Lhenry, hockeyeur sur glace puis entraîneur français.
- 1973 :
  - George Hincapie, cycliste sur route américain. Vainqueur de Gand-Wevelgem 2001.
- 1975 :
  - Oleksandr Goryainov, footballeur ukrainien. (2 sélections en équipe nationale).
  - María José Rienda Contreras, skieuse espagnole.
- 1976 :
  - Daniel Carlsson, pilote de rallye suédois.
- 1978 :
  - Steve Savidan, footballeur puis consultant TV français. (1 sélection en équipe de France).
- 1979 :
  - Marleen Veldhuis, nageuse néerlandais. Médaillée de bronze du relais 4 × 100 m  aux Jeux d'Athènes 2004, championne olympique du relais 4 × 100 m  aux Jeux de Pékin 2008 puis médaillée d'argent du relais 4 × 100 m et médaillée de bronze du 50 m nage libre aux Jeux de Londres 2012. Championne du monde de natation du relais 4 × 100 m 2009 et 2011. Championne d'Europe de natation du 50 m , du 100 m et du relais 4 × 100 m nage libre 2008.
- 1980 :
  - Martin Truex Jr., pilote de courses automobile américain.
- 1981 :
  - Joe Johnson, basketteur américain. (9 sélections en équipe nationale).
  - Ron Slay, basketteur américain. (10 sélections en équipe nationale).
- 1983 :
  - Giancarlo Maldonado, footballeur italo-vénézuélien. Vainqueur de la Ligue des champions de la CONCACAF 2009. (65 sélections avec l'équipe du Venezuela).
- 1984 :
  - Ouladzimir Dzianissaw, hockeyeur sur glace russo-biélorusse.
  - Gaëlle Gebet, fleurettiste française. Médaillée de bronze du fleuret par équipes aux Mondiaux d'escrime 2014 et 2016. Médaillée de bronze du fleuret par équipes aux Euros d'escrime 2014.
- 1985 :
  - Paolo Bossini, nageur italien. Champion d'Europe de natation du 200 m brasse 2004.
  - Jérôme Schuster, joueur de rugby à XV français. (2 sélections en équipe de France).
- 1986 :
  - Guillaume Raineau, rameur français. Médaillé de bronze en quatre sans barreur poids légers aux Jeux de Rio 2016. Médaillé de bronze aux Mondiaux d'aviron en quatre sans barreur poids légers 2015. Médaillé de bronze aux CE d'aviron en quatre sans barreur poids légers 2013.
  - Mario Sagario, joueur de rugby à XV uruguayen. (76 sélections en équipe nationale).
- 1988 :
  - Éver Banega, footballeur argentino-espagnol. Champion olympique aux Jeux de pékin 2008. Vainqueur de la Copa Libertadores 2007 puis des Ligue Europa 2015 et 2016. (65 sélections avec l'équipe d'Argentine).
  - Troy Deeney, footballeur anglais.
  - Adrian Mannarino, joueur de tennis français.
- 1989 :
  - Isabelle Gulldén, handballeuse suédoise. Victorieuse de la Coupe d'Europe des vainqueurs de coupe 2014 puis des Ligues des champions  2016 et 2022. (224 sélections en équipe nationale).
  - Lina Krhlikar, handballeuse slovène. (59 sélections en équipe nationale).
  - Denis Reul, hockeyeur sur glace allemand.
- 1990 :
  - Yann M'Vila, footballeur franco-congolais. (22 sélections avec l'équipe de France)
- 1991 :
  - Thomas Cornely, basketteur français.
  - Sergueï Koudinov, handballeur russe. (46 sélections en équipe nationale).
  - Kawhi Leonard, basketteur américain.
  - Andrey Zubkov, basketteur russe. Vainqueur de l'EuroCoupe 2013. (21 sélections en équipe nationale).
- 1992 :
  - Clément Chevrier, cycliste sur route français.
  - Diamond Dixon, athlète de sprint américaine. Championne olympique du relais 4 × 400 m aux Jeux de Londres 2012.
  - Justine Dreher, golfeuse française.
  - Gabriela Petrova, athlète de triple saut bulgare.
- 1993 :
  - Alix Gerniers, hockeyeuse sur gazon belge. (179 sélections en équipe nationale).
- 1994 :
  - Baptiste Aloé, footballeur français.
  - Chris Horton, basketteur américain.
  - Leandro Paredes, footballeur argentin. (63 sélections en équipe nationale).
- 1995 :
  - Charlie Ewels, joueur de rugby à XV anglais. Vainqueur du Tournoi des Six Nations 2020. (30 sélections en équipe nationale).
  - Luke Nelson, basketteur anglais. 26 sélections en équipe nationale).
- 1996 :
  - Yanis Lenne, handballeur français. Champion d'Europe masculin de handball 2024. (54 sélections en équipe de France).
- 1997 :
  - Mikkel Duelund, footballeur danois.
  - Louka Prip, footballeur danois.
- 1998 :
  - Michael Porter Jr., basketteur américain.
- 2000 :
  - Redmond Gerard, snowboardeur américain. Champion olympique du slopestyle aux Jeux de Pyeongchang 2018.
  - Joachim Rothmann, footballeur danois.

### XXIesiècle
- 2001 :
  - Éric Perrot, biathlète franco-norvégien. Champion du monde de biathlon du relais mixte et médaillé de bronze du relais 4 × 7,5 km 2024.
- 2002 :
  - Maksim Samorodov, footballeur kazakh.

## Décès

### XXesièclede1901à1950
- 1928 :
  - Edmond Jacquelin, 53 ans, cycliste sur piste français. Champion du monde de cyclisme sur piste de la vitesse individuelle 1900. (° 31 mars 1875).
- 1939 :
  - Clarence Clark, 79 ans, joueur de tennis américain. (° 27 août 1859).
- 1946 :
  - Frank Hadow, 91 ans, joueur de tennis britannique. Vainqueur du Tournoi de Wimbledon 1878. (° 24 janvier 1855).
- 1947 :
  - Jack Toothill, 81 ans, joueur de rugby à XV anglais. (12 sélections en équipe nationale). (° 16 mars 1866)

### XXesièclede1951à2000
- 1956 :
  - Max Emmerich, 77 ans, athlète d'épreuves combinées américain. Champion olympique du triathlon aux Jeux de Saint-Louis 1904. (° 1er juin 1879).
- 1959 :
  - Serse Coppi, 28 ans, cycliste sur route italien. (° 19 mars 1923).
- 1960 :
  - Frank Patrick, 74 ans, hockeyeur sur glace puis entraîneur et dirigeant sportif canadien. Directeur de la LNH. (° 21 décembre 1885).
- 1965 :
  - Eric Backman, 69 ans, athlète de fond suédois. Médaillé d'argent du cross individuel puis médaillé de bronze du 5 000 m , du 3 000 m par équipes et du cross par équipes aux Jeux d'Anvers 1920. (° 18 mai 1996).
- 1967 :
  - Primo Carnera, 60 ans, boxeur italien. Champion du monde poids lourds de boxe de 1933 à 1934. (° 26 octobre 1906.
- 1992 :
  - François Ludo, 62 ans, footballeur français. (1 sélection en équipe de France). (° 4 mars 1930).

### XXIesiècle
- 2011 :
  - Billy Costello, 55 ans, boxeur américain. Champion du monde poids super-légers de boxe WBC de 1984 à 1985. (° 10 avril 1956).
  - Carlos Diarte, 57 ans, footballeur puis entraîneur paraguayen. (45 sélections en équipe nationale). Sélectionneur de l'équipe de Guinée équatoriale de 2009 à 2010. (° 26 janvier 1954).
- 2015 :
  - Josef Masopust, 84 ans, footballeur puis entraîneur tchécoslovaque puis tchèque. (63 sélections en équipe nationale). (° 9 février 1931).
  - Jackson Vroman, basketteur libano-américain. (° 6 juin 1981).
- 2017 :
  - John Monckton, 78 ans, nageur australien. Médaillé d'argent du 100 m dos aux Jeux de Melbourne 1956. (° 28 octobre 1938).
  - Louis Nicollin, 74 ans, homme d'affaires et dirigeant de football français. Président du MHSC de 1974 à 2017. (° 29 juin 1943).
  - Dave Semenko, 59 ans, hockeyeur sur glace canadien. (° 12 juillet 1957).
- 2018 :
  - Irena Szewińska, 72 ans, athlète de sprint et de sauts puis dirigeante sportive polonaise. Championne olympique du relais 4 × 100 m puis médaillée d'argent du 200 m et de la longueur aux Jeux de Tokyo 1964, championne olympique du 200 m et médaillée de bronze du 100 m  aux Jeux de Mexico 1968, médaillée de bronze du 200 m  aux Jeux de Munich 1972 puis championne olympique du 400 m  aux Jeux de Montréal 1976. Championne d'Europe d'athlétisme du 200 m , du relais 4 × 100 m et de la longueur 1966 puis championne d'Europe d'athlétisme du 100 et du 200 m 1974. Détentrice du Record du monde du 200 m du 13 juin 1974 au 28 mai 1978 et du Record du monde du 400 m du 22 juin 1976 au 2 juillet 1978. Présidente de la FPA de 1997 à 2009. Membre du CIO 1998 à 2018. (° 24 mai 1946).
- 2021 :
  - Vicky Peretz, 68 ans, footballeur puis entraîneur israélien. (24 sélections en équipe nationale). (° 11 février 1953).